# 妻方居住婚
妻方居住婚（つまかたきょじゅうこん、uxorilocal residence）は、文化人類学の婚姻居住方式の分類の一種で、結婚後、夫婦が妻の家族と同居あるいはそれに近接して居住する形態。当事者を基準にした呼称が妻方居住婚（uxorilocal marriage）であり母方居住婚（matrilocal residence）とほぼ同義である。

## 特徴
妻方居住婚（母方居住婚）は社会集団の中核を女性が担う母系の親族制度の社会と結びつきやすいといわれている。特に粗放的農耕社会でよくみられる。妻方居住婚をとる部族としてホピ族などが知られている。
なお、妻方居住婚をとる時期は地域によって異なり、終生継続する場合もあれば婚姻において一時的にのみ出現する場合もある。